# Tessin b. Boizenburg
Tessin b. Boizenburg ist eine Gemeinde im Landkreis Ludwigslust-Parchim in Mecklenburg-Vorpommern. Sie wird vom Amt Boizenburg-Land mit Sitz in der nicht amtsangehörigen Stadt Boizenburg/Elbe verwaltet. Das Gemeindegebiet gliedert sich in die Ortsteile Tessin b. Boizenburg und Kuhlenfeld.

## Geografie und Verkehrsanbindung
Tessin liegt im Westen Mecklenburg-Vorpommerns, der Südteil der Gemeinde gehört zum Biosphärenreservat Flusslandschaft Elbe-Mecklenburg-Vorpommern. An der westlichen Gemeindegrenze fließt die Schaale sehr kurvenreich südlich in Richtung Sude durch sumpfiges Gelände. Durch das Gemeindegebiet verläuft die Bundesstraße 5. Durch den Ortsteil Kuhlenfeld führt die Bahnstrecke Berlin–Hamburg, die dort jedoch keinen Haltepunkt mehr besitzt.
Umgeben wird Tessin b. Boizenburg von den Nachbargemeinden Bengerstorf im Norden, Vellahn im Nordosten, Dersenow im Osten, Besitz im Süden sowie Neu Gülze im Westen.

## Geschichte
Tessin wird 1230 im Ratzeburger Zehntregister erstmals urkundlich erwähnt.
Da die Gleiskapazität im Grenzbahnhof Schwanheide während der deutschen Teilung nicht ausreichte, wurden Güterzüge in Richtung Bundesrepublik an der Wagengrenzstelle Kuhlenfeld abgefertigt und kontrolliert. Zur Vermeidung einer weiteren Kontrolle in Schwanheide mussten in Richtung Grenze abfahrende Züge in Boizenburg durchfahren und in Schwanheide aufgenommen werden können.

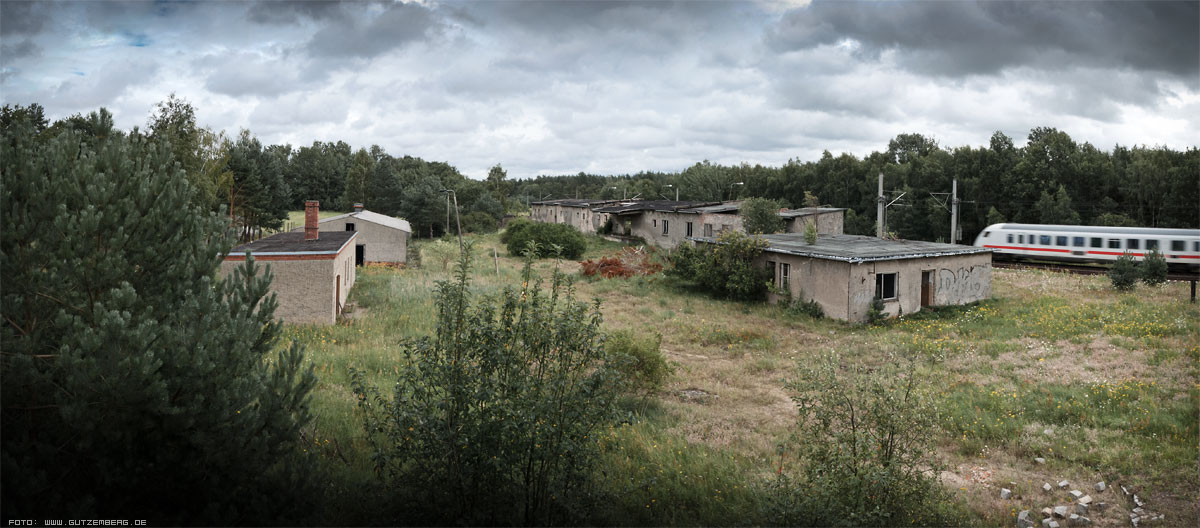
Wagengrenzstelle Kuhlenfeld (2011)

## Politik

### Gemeindevertretung und Bürgermeister
Der Gemeinderat besteht (inkl. Bürgermeister) aus sieben Mitgliedern. Die Wahl zum Gemeinderat am 26. Mai 2019 hatte zum Ergebnis, dass die Wählergemeinschaft Tessin/Kuhlenfeld 100 % und damit alle sechs Sitze gewann.
Bürgermeister der Gemeinde ist Ralf Kretschmer.

### Dienstsiegel
Die Gemeinde verfügt über kein amtlich genehmigtes Hoheitszeichen, weder Wappen noch Flagge. Als Dienstsiegel wird das kleine Landessiegel mit dem Wappenbild des Landesteils Mecklenburg geführt. Es zeigt einen hersehenden Stierkopf mit abgerissenem Halsfell und Krone und der Umschrift „GEMEINDE TESSIN B. BOIZENBURG • LANDKREIS LUDWIGSLUST-PARCHIM“.

## Sehenswürdigkeiten
→ Siehe bei Liste der Baudenkmale in Tessin bei Boizenburg